# 波特縣 (南達科他州)
波特县（英語：Potter County）是位於美国南达科他州北部的一個縣，西界密苏里河，面積2,327平方公里。根據2020年美國人口普查，共有人口2,693人。縣治葛底斯堡（Gettysburg）。該縣成立於1873年1月8日，1875年1月14日改名，縣政府則成立於1883年12月27日；縣名紀念醫生、達科他領地議員Joel A. Potter。